# Filippo Baldinucci
Filippo Baldinucci (1624 - 1 de gener de 1697), nascut a Florència, va ser un dels més significatius biògrafs i historiadors de l'art del període barroc.
Amb el suport dels Médici, va aspirar a esdevenir un nou Vasari, renovant i expandint les seves biografies, i incloent articles sobre artistes francesos i flamencs omesos per aquell. La seva obra més important va ser un diccionari biogràfic d'artistes titulat Notizie de' professori del disegno da Cimabue in qua, La publicació va començar el 1681 i va continuar després de la seva mort. La seva essencial biografia de Gian Lorenzo Bernini es va publicar el 1682.
Baldinucci provenia d'una notòria i rica família de mercaders florentins. A més d'escriure, dibuixava retrats al carbonet i modelava en argila: molts dels seus destres i vívids retrats es troben a la col·lecció de la Galeria Uffizi. Altres es troben en diverses col·leccions particulars, incloent-hi el Museu Getty.